# Athletic Club 1991-1992
La pagina racchiude la rosa dell'Athletic Club nella stagione 1991-92

## Stagione
- Primera División: 14°
- Copa del Rey: Dopo aver eliminato l'Alavés al primo turno (1-1 e 4-1), il Cartagena al secondo turno (doppia vittoria 0-1 e 4-1), il Palamós al terzo turno (doppia vittoria 3-0) ed il Real Betis negli ottavi di finale (1-1 e 3-1), nei quarti l'Athletic viene estromesso dall'Atlético Madrid (doppia sconfitta 0-3 e 1-0).

## Rosa
| N. |                   | Ruolo | Calciatore            |
| -- | ----------------- | ----- | --------------------- |
|    | Spagna (bandiera) | P     | Francisco Iruarrizaga |
|    | Spagna (bandiera) | P     | Kike                  |
|    | Spagna (bandiera) | D     | Asier García          |
|    | Spagna (bandiera) | D     | Andoni Aiarza         |
|    | Spagna (bandiera) | D     | Andoni Lakabeg        |
|    | Spagna (bandiera) | D     | Luis de la Fuente     |
|    | Spagna (bandiera) | D     | Aitor Larrazabal      |
|    | Spagna (bandiera) | D     | Genar Andrinua        |
|    | Spagna (bandiera) | D     | Patxi Salinas         |
|    | Spagna (bandiera) | D     | José Manuel Galdames  |
|    | Spagna (bandiera) | D     | Óscar Javier Tabuenca |
|    | Spagna (bandiera) | D     | Rafael Alkorta        |

| N. |                   | Ruolo | Calciatore            |
| -- | ----------------- | ----- | --------------------- |
|    | Spagna (bandiera) | C     | Josu Urrutia          |
|    | Spagna (bandiera) | C     | Xabier Eskurza        |
|    | Spagna (bandiera) | C     | Patxi Rípodas         |
|    | Spagna (bandiera) | C     | Ander Garitano        |
|    | Spagna (bandiera) | C     | David Billabona       |
|    | Spagna (bandiera) | C     | Luis Fernando         |
|    | Spagna (bandiera) | C     | Ismael Urtubi         |
|    | Spagna (bandiera) | A     | Ernesto Valverde      |
|    | Spagna (bandiera) | A     | Eduardo Estíbariz     |
|    | Spagna (bandiera) | A     | Francisco Javier Luke |
|    | Spagna (bandiera) | A     | Ricardo Mendiguren    |
|    | Spagna (bandiera) | A     | José Ángel Ziganda    |

### Staff tecnico
- Allenatore:  Iñaki Sáez (1ª-23ª giornata) poi  Txutxi Aranguren (24ª-38ª giornata)

Come da politica societaria la squadra è composta interamente da giocatori nati in una delle sette province di Euskal Herria o cresciuti calcisticamente nel vivaio di società basche.

## Statistiche

### Statistiche dei giocatori
| Presenze - 37: Ziganda - 32: Valverde, Eskurza, Andrinua - 29: Garitano, Luke - 28: Larrazabal, Urrutia - 26: Patxi Salinas - 25: Billabona - 22: Asier, Kike, Lakabeg - 20: Aiarza - 17: Alkorta - 16: De la Fuente, Iruarrizaga, Mendiguren - 15: Tabuenca - 14: Luis Fernando - 9: Rípodas - 2: Estibariz, Galdames - 0: Urtubi | Marcatori - 10: Ziganda - 7: Garitano - 4: Valverde, Luke, Tabuenca - 2: Eskurza, Aiarza - 1: Andrinua, Larrazabal, Urrutia, Patxi Salinas, De la Fuente |